# Рубен Пенья
Рубен Пенья Хіменес (ісп. Rubén Peña Jiménez; нар. 18 червня 1991, Авіла, Іспанія) — іспанський футболіст, нападник команди «Осасуна».
16 червня 2016 року, відігравши суттєву роль у виході «Леганеса» в Прімеру, уклав трирічну угоду з «Ейбаром».

## Досягнення
«Вільярреал»
- Володар Ліги Європи УЄФА: 2020-21